# برهان (میناب)
برهان، روستایی در دهستان کریان بخش کریان شهرستان میناب در استان هرمزگان ایران است.

## جمعیت
بر پایه سرشماری عمومی نفوس و مسکن در سال ۱۳۹۵، جمعیت این روستا برابر با ۱۱۱ نفر (۳۲ خانوار) بوده‌است.